# Barrolândia
Barrolândia är en kommun i Brasilien.   Den ligger i delstaten Tocantins, i den centrala delen av landet, 700 km norr om huvudstaden Brasília. Antalet invånare är 5 346.
Omgivningarna runt Barrolândia är huvudsakligen savann. Runt Barrolândia är det mycket glesbefolkat, med 6 invånare per kvadratkilometer.